# Liste der Straßen und Plätze in Schönborn (Dresden)

Lage der Gemarkung Schönborn in Dresden

Die Liste der Straßen und Plätze in Schönborn beschreibt das Straßensystem im Dresdner Stadtteil Schönborn mit den entsprechenden historischen Bezügen. Aufgeführt sind Straßen, die im Gebiet der Gemarkung bzw. Ortschaft Schönborn liegen. Kulturdenkmale in der Gemarkung Schönborn sind in der Liste der Kulturdenkmale in Schönborn aufgeführt.
Schönborn ist eine Ortschaft der Landeshauptstadt Dresden und Teil des statistischen Stadtteils Langebrück/Schönborn. Wichtigste Straße in der Gemarkung ist die Kreisstraße 6257, die einerseits Schönborn an die Staatsstraße 180 im Radeberger Stadtteil Liegau-Augustusbad anbindet und andererseits als Fortsetzung im Landkreis Bautzen unter der Bezeichnung Kreisstraße 9257 über Grünberg nach Ottendorf-Okrilla zur Bundesstraße 97 und zur Staatsstraße 177 führt. In der Ortsmitte von Schönborn kreuzt sich der Straßenzug Grünberger/Liegauer Straße rechtwinklig mit dem Straßenzug Langebrücker/Seifersdorfer Straße, der das länglichen Dorfkern des als Waldhufendorf entstandenen Ortsteils erschließt. Die Fortsetzungen aller dieser vier Straßen in der Flur des jeweiligen Nachbarorts heißen Schönborner Straße. Insgesamt gibt es in Schönborn zwölf benannte Straßen und Plätze, die in der folgenden Liste aufgeführt sind.

## Legende
Die nachfolgende Tabelle gibt eine Übersicht über die vorhandenen Straßen und Plätze im Ortsteil sowie einige dazugehörige Informationen. Im Einzelnen sind dies:
- Name/Lage: Aktuelle Bezeichnung der Straße oder des Platzes sowie unter ‚Lage‘ ein Koordinatenlink, über den die Straße oder der Platz auf verschiedenen Kartendiensten angezeigt werden kann. Die Geoposition gibt dabei ungefähr die Mitte der Straße an.
- Länge/Maße in Metern: Die in der Übersicht enthaltenen Längenangaben sind nach mathematischen Regeln auf- oder abgerundete Übersichtswerte, die in Google Earth mit dem dortigen Maßstab ermittelt wurden. Sie dienen eher Vergleichszwecken und werden, sofern amtliche Werte bekannt sind, ausgetauscht und gesondert gekennzeichnet. Bei Plätzen sind die Maße in der Form a × b dargestellt. Der Zusatz ‚im Stadtteil‘ bzw. ‚im Ortsteil‘ gibt an, wie lang die Straße innerhalb des Stadt-/Ortsteils ist, sofern sie durch mehrere Stadt-/Ortsteile verläuft.
- Namensherkunft: Ursprung oder Bezug des Namens.
- Jahr der Benennung: Zeitpunkt, zu dem die Straße ihren heute gültigen Namen erhielt (sofern bekannt).
- Anmerkungen: Weitere Informationen bezüglich anliegender Institutionen, der Geschichte der Straße, historischer Bezeichnungen, Baudenkmalen usw.
- Bild: Foto der Straße.

## Straßenverzeichnis
| Name/Lage                 | Länge/Maße | Namensherkunft                                                                | Jahr der Benennung | Anmerkungen |
| ------------------------- | ---------- | ----------------------------------------------------------------------------- | ------------------ | --- |
| Am Hofgut Lage            |            | Lage am Hofgut, einem Schönborner Gutshof                                     |                    | |
| Am Schleiferberg Lage     |            | Lage am Schleiferberg (Flurname)                                              | vor 1998           | Der Schleiferberg ist ein Neubaugebiet, welches um 2000 erschlossen wurde                                                                                                   |
| Blumenstraße Lage         |            | Blumen                                                                        |                    | |
| Floriangasse Lage         |            |                                                                               |                    | Die Floriangasse wurde 1996 gebaut und 2010 zur öffentlichen Straße gewidmet.                                                                                               |
| Grünberger Straße Lage    |            | Grünberg, benachbarter Ortsteil von Ottendorf-Okrilla                         |                    | Die Grünberger Straße ist Teil der Kreisstraße 6257. |
| Heideweg Lage             |            | Dresdner Heide, nahegelegenes Waldgebiet                                      |                    | Feldweg vom Reiterhof zum in den an Liegau-Augustusbad grenzenden Teil von Schönborn                                                                                        |
| Langebrücker Straße Lage  |            | Langebrück, benachbarte Ortschaft von Dresden                                 |                    | |
| Liegauer Straße Lage      |            | Liegau, Teil des benachbarten Ortsteils Liegau-Augustusbad der Stadt Radeberg |                    | Die Liegauer Straße ist Teil der Kreisstraße 6257. |
| Roter-Graben-Weg Lage     |            | Roter Graben, Bach an der westlichen Gemarkungsgrenze                         |                    | Der Rote Graben kommt aus der Dresdner Heide und mündet in Grünberg in die Große Röder. Der Roter-Graben-Weg ist Teil des alten Kommunikationswegs von Lausa nach Radeberg. |
| Seifersdorfer Straße Lage |            | Seifersdorf, benachbarter Ortsteil von Wachau                                 |                    | Die Seifersdorfer Straße führt ins Seifersdorfer Tal, an ihr steht die Schönborner Kirche.                                                                                  |
| Weixdorfer Weg Lage       |            | Weixdorf, Stadtteil von Dresden                                               |                    | Der Weixdorfer Weg ist Teil des alten Kommunikationswegs von Lausa nach Radeberg.                                                                                           |
| Wiesenweg Lage            |            | Wiesen                                                                        |                    | |